# Hôtel Hospitz
L'hôtel Hospitz (en finnois : Hotelli Hospitz) est un hôtel à Savonlinna en Finlande,.

## Présentation
L'hôtel, conçu par l'architecte Wivi Lönn, est inauguré le 26 février 1933.
Il a été construit pour l'Association Chrétienne des Jeunes Femmes comme lieu de rassemblement et d'hébergement, et a été l'un des premiers bâtiments en pierre de la rue Linnakatu.
Pendant la seconde Guerre mondiale Hospitz est occupé par les militaires. 
En 1992, la société hôtelière V. O. Kuitunen loue le bâtiment à des fins hôtelières. 
En 2011 L'entreprise achète le bâtiment entier de l'Association Chrétienne des Jeunes Femmes et le rénove,.